# Пустовойтов, Фёдор Степанович
Фёдор Степанович Пустовойтов (12 февраля 1912, Новозыбков, Черниговская губерния — 16 января 1989, Ленинград) — советский живописец и педагог, член Ленинградского Союза художников

## Биография
Фёдор Степанович Пустовойтов родился 12 февраля 1912 года в городе Новозыбков Черниговской губернии в рабочей семье. В 1930 году после окончания средней школы с педагогическим уклоном поступил в художественно-педагогический техникум в Ростове-на-Дону. В 1932 году был переведён из ростовского техникума в подготовительные классы Всероссийской Академии художеств в Ленинграде, по окончании которых в 1935 был зачислен на первый курс живописного факультета ЛИЖСА. Занимался у Павла Наумова, Михаила Бернштейна, Генриха Павловского, Александра Осмёркина. В 1941 окончил институт по мастерской А. Осмёркина с присвоением квалификации художника живописи. Дипломная работа — картина «Возвращение с работы».
После начала войны работал сотрудником районной газеты, преподавателем средней школы, художником при парткабинете Всеволожского райкома ВКП(б). В августе 1942 был призван в армию. В составе 220-й танковой бригады воевал на Ленинградском, Прибалтийском и 2-м Белорусском фронтах башенным стрелком и радистом танка Т-34. Участвовал в боях под Пулковым, Псковом, в освобождении Прибалтики и Польши. Награждён медалями «За оборону Ленинграда», «За победу над Германией». Демобилизовался в звании младшего сержанта.
В 1946 году Ф. Пустовойтов был принят в члены Ленинградского Союза советских художников. С 1948 года участвовал в выставках, экспонируя свои работы вместе с произведениями ведущих мастеров изобразительного искусства Ленинграда. Писал жанровые картины, пейзажи, натюрморты. В 1946—1959 годах преподавал живопись и рисунок в Ленинградском художественно-педагогическом училище. За многолетнюю педагогическую деятельность был награждён орденом Знак Почёта.
Скончался 16 января 1989 года в Ленинграде на 77-м году жизни. 
Произведения Ф. С. Пустовойтова находятся в музеях и частных собраниях в России и за рубежом.